# 戸川京子
戸川 京子（とがわ きょうこ、1964年8月13日 - 2002年7月18日）は、日本の女優、タレント、ミュージシャン。東京都新宿区出身。歌手の戸川純は実姉。

## 人物
5歳の時から劇団ひまわりに所属し、子役として数々のドラマや映画に出演し、明るいキャラクターとトークで知られた。東海大学付属望星高等学校通信制課程普通科卒業。
女性ファッション雑誌『CUTiE』では先端的な着こなしでモデルをつとめた。イギリス製2シーターオープンスポーツカーMGBを愛車とし、自動車雑誌にも取り上げられたことがある。
テレビのバラエティ番組などでも活躍し、『11PM』のパーソナリティや『もっと過激にパラダイス』（NHK）の司会を務め、『真夜中の王国』（NHK-BS2）などに出演。音楽活動も行いアルバムもリリース。
1989年2月11日に放送されたTBS系の番組『クイズダービー』（第677回）にゲスト出演している。この回はTBSチャンネルでは放送されていない。
1993年1月にはロックバンドZIGGYのドラマー大山正篤と結婚したが、後に離婚。
2002年7月18日午前9時過ぎ、都内の自宅マンションで首を吊って死亡しているところを事務所スタッフによって発見された。37歳没。戸川は喘息の持病を抱えており、当時体調を崩していたというが、所属事務所のスタッフは長く付き合ってきた病気で、それが原因とは思えないと語っている。また、同年10月から放送のNHKドラマ愛の詩『どっちがどっち!』での収録を終えたばかりで、当日の午前1時にはスタッフと電話で話しており、午前2時には女性とみられる友人との通話の記録が残っていた。

## 出演

### 映画
- アフリカの鳥（1975年、日活児童映画）
- 太陽を盗んだ男（1979年）
- 男はつらいよ 翔んでる寅次郎（1979年） - 京子 役
- 男はつらいよ 寅次郎あじさいの恋（1982年）
- 星くず兄弟の伝説（1985年） - マリモ 役
- 愛の陽炎（1986年） - 看護婦・弓子 役
- テイク・イット・イージー（1986年） - 山田久美 役
- 独身アパートどくだみ荘（1988年） - 堀みゆき 役

### テレビドラマ
- ウルトラマンA 第31話「セブンからエースの手に」（1972年、TBS/円谷プロ） - ミオ 役
- 緊急指令10-4・10-10 第22話「少女と花と天国」（1972年、NET/円谷プロ） - 香川洋子 役
- ジャンボーグA（毎日放送/円谷プロ） - カオリ 役
  - 第5話「叫べナオキ! いまだ」（1973年2月14日）
  - 第33話「サンタが悪魔の鈴鳴らす」（1973年8月29日）
- テネシーワルツ（1974年、東海テレビ）
- 電人ザボーガー 第34話、第37話、第38話（1974年、フジテレビ） - 冬子 役
- 水戸黄門（TBS / C.A.L）
  - 第5部 第19話「親恋し娘巡礼 -今治-」（1974年8月12日） - お鶴 役
  - 第12部 第25話「嘘を承知で親孝行 -富岡-」（1982年2月15日） - お雪 役
  - 第13部 第23話「悪を裁いたかすり織 -久留米-」（1983年3月21日） - お君 役
  - 第25部 第22話「オラの息子が御落胤 -出石-」（1997年5月26日） - おゆり 役
- 純愛山河 愛と誠（1974年、東京12チャンネル/東京ムービー） - 早乙女愛の子供時代 役
- 敬礼!さわやかさん 第21話「父と娘の春」（1975年 - 1976年、NET）
- 仮面ライダーストロンガー 第2話「ストロンガーとタックルの秘密!」（1975年、毎日放送/東映） - 山根マリ 役
- 人魚亭異聞 無法街の素浪人 第2話「霧の夜 蝶は死ぬ」（1976年、NET）
- 銀河テレビ小説「毎日が日曜日」（1977年、NHK総合） - 沖あけみ 役
- 太陽にほえろ!（日本テレビ）
  - 第340話「勝利者」（1979年） - 沢ゆり子 役
  - 第663話「1970年9月13日」（1985年） - 川口アヤ 役
- 聖女房（1979年、日本テレビ）
- 大捜査線 第30話「ひとつの愛が死んで……」（1980年、フジテレビ） - 中林刑事の次女 役
- 桃太郎侍 第192話「みなし子峠」（1980年、日本テレビ） - おいね 役
- 大捜査線シリーズ追跡 第10話「悪魔のような女」（1980年、フジテレビ） - 中林刑事の次女 役
- 鬼平犯科帳 第2シリーズ 第24話「おみよは見た」（1981年、テレビ朝日） - おみよ 役
- 茜さんのお弁当 第7話「おもかげ橋事件」（1981年、TBS） - 君枝 役
- 俺はご先祖さま（1981年12月 - 1982年3月、日本テレビ） - 大河内輝美 役
- 新・必殺仕事人 第53話「主水甘味対策する」（1982年、朝日放送） - おこう 役
- 連続テレビ小説「ハイカラさん」（1982年、NHK総合）
- ザ・ハングマン シリーズ（朝日放送 / 松竹芸能）
  - ザ・ハングマンII 第22話「裸女の死体と心中しや検事」（1982年） - 秋山和美 役
  - ハングマンGOGO 第8話「夏の夜の悪夢! 恐怖の怪奇ホテル」（1987年） - 水沢さゆり 役
- 御宿かわせみ 第2シリーズ 第6話「三つ橋渡った」（1982年、NHK総合） - おせい 役
- 吉宗評判記 暴れん坊将軍 第195話「磯の香りはおっかあの味」（1982年、テレビ朝日） - お春 役
- ポーラテレビ小説「おゆう」（1983年、TBS） - みよ 役
- オサラバ坂に陽が昇る（1983年、TBS） - 京子 役
- '85年型家族あわせ（1985年、TBS） - 望月鮎子 役
- 花田春吉なんでもやります 第12話「不良少女K」（1985年、TBS）
- たけしくんハイ!（1985年、NHK総合)　- 吉岡和子 役
- 恋する時間です（1986年、日本テレビ） - 水野夕子 役
- あそびにおいでョ!（1988年、フジテレビ） - 天童雅美 役
- 勝手にしやがれヘイ!ブラザー 第20話（1990年、日本テレビ） - 岩田瑞恵 役
- 世にも奇妙な物語「さよなら蔵町キネマ」（1991年、フジテレビ） - 坂上マリ子 役
- 裏刑事-URADEKA-（1992年、朝日放送） - 芦沢雅子 役
- 半七捕物帳 第3話「娘いれずみ鬼十手」（1992年、日本テレビ） - お夏 役
- 世にも奇妙な物語「城」（1992年、フジテレビ系） - 美幸 役
- 悪いこと 第6話「確率」（1992年）
- 金曜ドラマシアター「松本清張スペシャル 疑惑」（1992年、フジテレビ）
- 銭形平次 第3シリーズ 第4話「炎の記憶」（1993年、フジテレビ系） - おみつ 役
- 土曜ワイド劇場（テレビ朝日）
  - 「探偵事務所」4「死んでいく依頼人!」（1996年） - 流崎妙子 役
  - 「法医 歯科学の女 網走オホーツク海…流氷が運んだ白骨死体の謎!」（1997年） - 日高洋子 役
  - 「警視庁女性捜査班」3・4（2001年・2003年） - 都築法子 役
- ガラスの仮面（1997年 - 1999年、テレビ朝日） - 水城冴子 役[1]
- ドラマ30
  - のんちゃんのり弁（1997年、中部日本放送） - 玉川麗華 役
  - のんちゃんのり弁2（1998年、中部日本放送） - 玉川麗華 役
  - バトルファミリー（2001年 - 2002年、中部日本放送） - 柳原奈々子 役[1][5]
- さしすせそ!?（1997年、TBS） - 夏実 役
- はみだし刑事情熱系（テレビ朝日）
  - PART2 第21話「涙の緊急手配! 改造拳銃を買った女」（1998年） -  安藤よし子 役
  - PART5 第10話「誘拐トリックの誤算 夫のDV・妻の不倫」（2000年） - 清島美奈 役
- おじさん改造講座（1998年、NHK総合） - 東条康子 役[1]
- 名探偵キャサリン 第4作「清少納言殺人事件」（1998年、TBS） - 沢田千早 役
- 家族になろうよ!（1999年、TBS） - 三橋薫 役
- 週末婚（1999年、TBS） - 原美里 役[1]
- イマジン（2000年、関西テレビ）[1]
- 月曜ミステリー劇場「陰の季節3 密告」（2001年、TBS） - 加藤亜弓 役
- ドラマ愛の詩「どっちがどっち!」（2002年、NHK教育） - 齋藤花 役[6]

その他、多数。

### CM
- 週刊アパマン
- ニッピコラーゲン(化粧品)

### 声の出演
- ひょっこりひょうたん島グレートマジョリタンの巻（1992年、NHK衛星第2） - 魔女ペラ 役

### バラエティ番組
- 青春プレーバック（NHK総合） - 司会

### Vシネマ
- UFO仮面ヤキソバン 怒りのあげ玉ボンバー（1994年、ヤキソバン製作委員会） - セーラー・モリーン役

## 音楽作品

### シングル
| 発売日                             | 規格        | 規格品番    | 面          | タイトル              | 作詞               | 作曲               | 編曲                       |
| CBS・ソニー                        | CBS・ソニー | CBS・ソニー | CBS・ソニー | CBS・ソニー           | CBS・ソニー        | CBS・ソニー        | CBS・ソニー                |
| ---------------------------------- | ----------- | ----------- | ----------- | --------------------- | ------------------ | ------------------ | -------------------------- |
| 1984年09月21日                     | EP          | 07SH-1558   | A           | 悲しみはリアルすぎて… | 近田春夫           | 近田春夫           | 近田春夫                   |
| 1984年09月21日                     | EP          | 07SH-1558   | B           | 未成年                | 篠塚満由美         | 芹澤廣明           | 甲斐正人                   |
| SIXTY RECORDS/テイチク             |             |             |             |                       |                    |                    |                            |
| 1988年9月21日                      | EP          | 07R-4       | A           | 19+5                  | 売野雅勇           | 林哲司             | 林哲司                     |
| 1988年9月21日                      | 8cmCD       | 10D-1002    | B           | さかなの出てきた日    | 戸川京子・小西康陽 | 戸川京子・小西康陽 | 中村圭三                   |
| 1989年1月21日                      | EP          | 07R-8       | A           | LISA                  | 売野雅勇           | 林哲司             | 樫原伸彦                   |
| 1989年1月21日                      | 8cmCD       | 10D-1006    | B           | 鏡の中の少年          | 戸川京子           | 水上聡・林哲司     | 坂元真・生島由香・角谷和俊 |
| SIXTY RECORDS/ワーナー・パイオニア |             |             |             |                       |                    |                    |                            |
| 1990年1月10日                      | 8cmCD       | 09L3-4134   | A           | 男性の好きなスポーツ  | 小西康陽           | 林哲司             | 松浦義和                   |
| 1990年1月10日                      | 8cmCD       | 09L3-4134   | B           | グループ              | 戸川京子・小西康陽 | 林哲司             | 中村圭三・林哲司           |

#### 非売品
| 発売日 | 規格 | 規格品番   | 面 | タイトル                | 作詞   | 作曲     | 編曲     | 備考                                 |
| ------ | ---- | ---------- | -- | ----------------------- | ------ | -------- | -------- | ------------------------------------ |
| 1986年 | EP   | XDSH-93142 | A  | 責任とってよ            | 泉麻人 | 伊藤銀次 | 伊藤銀次 | 戸川純、バブルガム・ブラザーズ参加。 |
| 1986年 | EP   | XDSH-93142 | B  | 25ans〜ヴァンサンカン〜 | 泉麻人 | 伊藤銀次 | 伊藤銀次 |                                      |

### 参加作品
| #  | 参加曲                         | 収録作品                           | 発売日         | 発売元              | 備考 |
| -- | ------------------------------ | ---------------------------------- | -------------- | ------------------- | --- |
| 01 | マリモの気持ち                 | 星くず兄弟の伝説／O.S.T.           | 1985年06月05日 | SMレコード          | 役名のマリモ名義。 戸川出演の映画「星くず兄弟の伝説」のサントラ盤。 2018年に「『星くず兄弟の伝説』/『星くず兄弟の新たな伝説』オリジナル・サウンドトラック」として初CD化。 |
| 02 | White Christmas                | MINT SOUND'S CHRISTMAS ALBUM／V.A. | 1987年12月01日 | MINT SOUND RECORDS  | ブラボー小松 & 戸川京子名義で参加。 スタンダード曲「ホワイト・クリスマス」をロックアレンジ。                                                                              |
| 03 | ちょっと出ようよ               | 月面軟着陸／ピチカート・ファイヴ   | 1990年05月21日 | CBS・ソニー         | 高浪慶太郎とのデュエット・ヴォーカル。 |
| 04 | ちょっと出ようよ REPRISE       | 月面軟着陸／ピチカート・ファイヴ   | 1990年05月21日 | CBS・ソニー         | 高浪慶太郎とのデュエット・ヴォーカル。 |
| 05 | I Wanna Be Your Man            | ちやとり図鑑／V.A.                 | 1993年06月01日 | MIDI                | 漫画家の稚野鳥子イメージ・アルバム。 |
| 06 | Two Of Us                      | ちやとり図鑑／V.A.                 | 1993年06月01日 | MIDI                | 漫画家の稚野鳥子イメージ・アルバム。 |
| 07 | キッシング・フィッシュ         | weekend for ladies／V.A.           | 1994年06月01日 | 日本コロムビア      | 戸川京子 with 高浪敬太郎名義。 高浪敬太郎プロデュース・アルバム。 「キッシング・フィッシュ」は 佐藤奈々子の同名楽曲のカヴァー。                                           |
| 08 | I Never Know                   | weekend for ladies／V.A.           | 1994年06月01日 | 日本コロムビア      | 戸川京子 with 高浪敬太郎名義。 高浪敬太郎プロデュース・アルバム。 「キッシング・フィッシュ」は 佐藤奈々子の同名楽曲のカヴァー。                                           |
| 09 | 或るクリスマス a day in winter | Winter Garden／V.A.                | 1994年11月21日 | Out of Tune Recoeds | Avec（高浪敬太郎とのユニット）名義。 2010年に配信限定でも販売。 |
| 10 | MURASAKI                       | Girls at Our Best in Winter!／V.A. | 1995年11月01日 | ポニーキャニオン    | YOU、かの香織などが参加したアルバム。 |
| 11 | MIZUIRO                        | Girls at Our Best in Winter!／V.A. | 1995年11月01日 | ポニーキャニオン    | YOU、かの香織などが参加したアルバム。 |
| 12 | ふたり                         | サウンド・オブ・タワー／O.S.T.     | 1996年03月13日 | 東芝EMI             | ゲームソフト「ザ・タワー」サントラ盤。 |